# Уралске планине
Урал (рус. Урал), планински је масив висине 1.895 метара и дужине 2.100 километара, који се простире у правцу север-југ у средишту западне Русије. Заједно са реком Урал, планина Урал дели евроазијску континенталну масу на два неједнака дела (континента): Азију (43,8 мил. ) и Европу (10,4 мил. ).
Планине се налазе у географском региону Урала и значајно се преклапају са Уралским федералним округом и Уралским економским регионом. Њихови ресурси укључују руде метала, угаљ, драго и полудраго камење. Од 18. века планине су значајно допринеле минералном сектору руске привреде. Регион је један од највећих центара производње металургије и тешке индустрије у Русији.

## Географија
Урал се налази између Источноевропске равнице на западу и Западносибирске равнице на истоку. На северу почиње од обале Карског мора, које је део Арктичког океана, код Јекатеринбурга достиже своју највећу ширину, а завршава се на реци Урал између Оренбурга и Орска, близу северне границе Казахстана. 
Арктичка острва Вајгач и Нова Земља се сматрају продужетком планине Урал. Северна трећина Урала је паралелна реци Об. 
Урал пролази кроз пределе три климатске зоне, а на њему извиру многе реке. Најважније од њих су: 
- у Европи: Белаја, Печора и Кама
- у Азији: притоке Тобола, Иртиша и Оба
- на граници: Урал

Планина Урал се по својој дужини од 2100 километара дели на 5 секција од севера ка југу:
- Поларни Урал: сгш = 69-66°, игд = 67-62°; северно од врха Народнаја (1895 ), највишег врха Урала
- Субполарни Урал: сгш = 66-64°, игд = 62-59°; у близини врха Народнаја
- Северни Урал: сгш = 64-59°, игд = око 59°; јужно од врха Народнаја до Серова
- Средњи Урал: сгш = 59-56°, игд = 58-61°; између Серова и Чељабинска
- Јужни Урал: сгш = 56-52°, игд = 60-57°; између Чељабинска и Орска

## Геологија
Урал је међу најстаријим постојећим планинским ланцима на свету. За своју старост од 250 до 300 милиона година, надморска висина планина је необично висока. Настали су током уралске орогенезе услед судара источне ивице суперконтинента Лауразије са младим и реолошки слабим континентом Казахстанијом, који сада лежи у основи већег дела Казахстана и Западног Сибира западно од Иртиша, и интервенционих острвских лукова. Судар је трајао скоро 90 милиона година у касном карбону – раном тријасу. За разлику од других главних орогена палеозоика (Апалачи, Каледониди, Варисиди), Урал није претрпео посторогени екстензионални колапс и необично је добро очуван за своје доба, а испод њега је изражен корен коре. Источно и јужно од Урала велики део орогена је закопан испод каснијих мезозојских и кенозојских седимената. Суседни гребен Пеј-Хој на северу и Нова земља нису део уралског орогена и формирани су касније.
Многе деформисане и метаморфизоване стене, углавном палеозојске старости, испливавају на површину унутар Урала. Седиментни и вулкански слојеви су наборани и раседани. Седименти западно од Уралских планина су формирани од кречњака, доломита и пешчара који су остали из древних плитких мора. На источној страни доминирају базалти.

## Екологија
Континуирани и интензивни економски развој током последњих векова утицао је на фауну, а дивљи свет је знатно смањен око свих индустријских центара. Током Другог светског рата, стотине фабрика су евакуисане из западне Русије пре немачке окупације, преплављујући Урал индустријом. Мере очувања укључују успостављање националних паркова дивљих животиња. На Уралу постоји девет строгих резервата природе: Илмен, најстарији, минералошки резерват основан 1920. године у Чељабинској области, Печора-Илич у Коми републици, Башкир и његов бивши огранак Шулган-Таш у Башкортостану, Висим у Свердловској области, Јужни Урал у Башкортостану, Басеги у Пермском крају, Вишера у Пермском крају и Денежкин Камен у Свердловској области.
Област је такође тешко оштећена од постројења за производњу плутонијума Мајак, отвореног у Чељабинску-40 (касније названом Чељабинск-65, Озјорск), на јужном Уралу, после Другог светског рата. Његова постројења су пуштена у рад 1948. године и првих десет година су бацали нефилтрирани радиоактивни отпад у реку Теча и језеро Карачај. Године 1990, у току су напори да се ограничи зрачење у једном од језера, за које се тада процењивало да ће посетиоце излагати са 500 mrem дневно. Од 2006. године, 500 mrem у природном окружењу је била горња граница изложености која се сматра безбедном за припадника опште јавности током целе године (иако би изложеност на радном месту током годину дана могла да премаши то за фактор 10). Преко 23.000 km2 (8.900 sq mi) земљишта је контаминирано 1957. од експлозије резервоара за складиштење, само једне од неколико озбиљних несрећа које су додатно загадиле регион. Несрећа из 1957. избацила је 20 милиона кирија радиоактивног материјала, од којих се 90% слегло у земљишту непосредно око објекта. Иако су неки реактори Мајака затворени 1987. и 1990. године, постројење наставља да производи плутонијум.

## Културни значај
Урал су Руси посматрали као „кутију са благом“ минералних ресурса, који су били основа његовог екстензивног индустријског развоја. Поред гвожђа и бакра, Урал је био извор злата, малахита, александрита и других драгуља попут оних које је користио дворски драгуљар Фаберже. Као што Руси у другим регионима сакупљају печурке или бобице, Уралци скупљају минералне примерке и драгуље. Дмитриј Мамин-Сибирјак (1852–1912), Павел Бажов (1879–1950), као и Алексеј Иванов и Олга Славникова, постсовјетски писци, писали су о овом региону.
Регион је служио као војно упориште током Великог северног рата Петра Великог са Шведском, за време Стаљинове владавине када је изграђен Магнитогорски металуршки комплекс и руска индустрија је пресељена на Урал током нацистичког напредовања на почетку Другог светског рата, и као центар совјетске нуклеарне индустрије током Хладног рата. Резултат је био да су екстремни нивои ваздуха, воде, радиолошки контаминарани и загађени индустријским отпадом. Уследио је егзодус становништва и економска депресија у време распада Совјетског Савеза, али у постсовјетско време додатна истраживања минерала, посебно на северном Уралу, била су продуктивна и регион је привукао индустријске инвестиције.

## Градови
Најважнији градови у области планине Урал су:
На европској, западној, страни:
- Север и центар: Воркута, Инта, Печора
- Југозапад: Соликамск, Березњики, Перм, Уфа, Салават

На азијској, источној, страни (Сибир):
- Центар: Серов, Јекатеринбург, Каменск-Уралски
- Југоисток: Чељабинск, Магнитогорск
- Југ: Оренбург, Орск

Јекатеринбург, главни град Уралског федералног округа, сматра се незваничном престоницом области планине Урал.

## Рударство
На средњем и јужном Уралу постоји низ рудника: гвожђа (Магнитогорск), платине, соли, угља, нафте, гаса и драгоценог минерала малахита. 
Рудно богатство је допринело развоју центара тешке индустрије у Перму, Јекатеринбургу и Магнитогорску. 